# Водне поло на літніх Олімпійських іграх 2016 — чоловічий турнір
Чоловічий турнір з водного поло на літніх Олімпійських іграх 2016 року, що пройшли у Водному центрі Марії Ленк у Ріо-де-Жанейро з 6 серпня по 20 серпня. У змаганнях брали участь 12 чоловічих національних збірних. Свій перший титул завоювала збірна Сербії.

## Кваліфікація
За правилами Міжнародної федерації плавання до змагання на літніх Олімпійських іграх 2016 року між національними чоловічими збірними з водного поло допускається 12 команд.
| Турнір                                     | Дата                     | Місце      | Кількість | Збірна     |
| ------------------------------------------ | ------------------------ | ---------- | --------- | ---------- |
| Приймаюча країна                           | 2 жовтня 2009            | Копенгаген | 1         | Бразилія   |
| Кубок світу ФІНА 2015                      | 23–28 червня 2015        | Бергамо    | 1         | Сербія     |
| Панамериканські ігри 2015                  | 7–15 липня 2015          | Торонто    | 1         | США        |
| Чемпіонат світу з водних видів спорту 2015 | 27 липня – 8 серпня 2015 | Казань     | 2         | Хорватія   |
| Чемпіонат світу з водних видів спорту 2015 | 27 липня – 8 серпня 2015 | Казань     | 2         | Греція     |
| Океанія                                    | 19 жовтня 2015           | Перт       | 1         | Австралія  |
| Чемпіонат Азії 2015                        | 16–20 грудня 2015        | Фошань     | 1         | Японія     |
| Чемпіонат Європи 2016                      | 10–23 січня 2016         | Белград    | 1         | Чорногорія |
| Олімпійський кваліфікаційний турнір 2016   | 3–10 квітня 2016         | Трієст     | 4         | Угорщина   |
| Олімпійський кваліфікаційний турнір 2016   | 3–10 квітня 2016         | Трієст     | 4         | Італія     |
| Олімпійський кваліфікаційний турнір 2016   | 3–10 квітня 2016         | Трієст     | 4         | Іспанія    |
| Олімпійський кваліфікаційний турнір 2016   | 3–10 квітня 2016         | Трієст     | 4         | Франція    |
| Всього                                     |                          |            | 12        |            |

## Регламент
Регламент змагань:
- 12 команд були поділені на 2 групи, які складаються з шести команд кожна, команди зіграють між собою один матч.
- Чотири найкращі команди кожної групи зіграють між собою у чвертьфіналах.
- Чотири команди, що не змогли вийти з групи будуть розподілені між 9-12 місцями згідно з правилами ФІНА.
- Переможці чвертьфіналів пройдуть до півфіналів. Переможені зіграють у класифікаційних іграх за 5-8 місця.
- Переможці півфіналів зіграють у фіналі, а переможені — у матчі за 3-є місце.

## Груповий етап

### Група А
| М  | Команда   | І | В | Н | П | МЗ | МП | РМ  | О |
| -- | --------- | - | - | - | - | -- | -- | --- | - |
| 1. | Угорщина  | 5 | 2 | 3 | 0 | 57 | 43 | +14 | 7 |
| 2. | Греція    | 5 | 2 | 2 | 1 | 41 | 40 | +1  | 6 |
| 3. | Бразилія  | 5 | 3 | 0 | 2 | 40 | 39 | +1  | 6 |
| 4. | Сербія    | 5 | 2 | 2 | 1 | 49 | 44 | +5  | 6 |
| 5. | Австралія | 5 | 2 | 1 | 2 | 44 | 40 | +4  | 5 |
| 6. | Японія    | 5 | 0 | 0 | 5 | 36 | 61 | −25 | 0 |

#### 1 тур
| 6 серпня 2016 09:00 | протокол | Сербія                                   | 13 – 13 | Угорщина     | Водний центр Марії Ленк, Ріо-де-Жанейро |
| 6 серпня 2016 09:00 | протокол | Рахунок за періодами: 3-5, 3-4, 3-2, 4-2 |         |              | Водний центр Марії Ленк, Ріо-де-Жанейро |
| 6 серпня 2016 09:00 | протокол | Філіпович 3                              | Голів   | Гошнянські 3 | Водний центр Марії Ленк, Ріо-де-Жанейро |

| 6 серпня 2016 11:40 | протокол | Греція                                   | 8 – 7 | Японія        | Водний центр Марії Ленк, Ріо-де-Жанейро |
| 6 серпня 2016 11:40 | протокол | Рахунок за періодами: 2-2, 2-1, 0-4, 4-0 |       |               | Водний центр Марії Ленк, Ріо-де-Жанейро |
| 6 серпня 2016 11:40 | протокол | Влахопоулос 3                            | Голів | 3 гравці по 2 | Водний центр Марії Ленк, Ріо-де-Жанейро |

| 6 серпня 2016 20:50 | протокол | Бразилія                                 | 8 – 7 | Австралія     | Водний центр Марії Ленк, Ріо-де-Жанейро |
| 6 серпня 2016 20:50 | протокол | Рахунок за періодами: 3-2, 2-1, 2-2, 1-2 |       |               | Водний центр Марії Ленк, Ріо-де-Жанейро |
| 6 серпня 2016 20:50 | протокол | Баше 3                                   | Голів | 2 гравці по 2 | Водний центр Марії Ленк, Ріо-де-Жанейро |

#### 2 тур
| 8 серпня 2016 13:00 | протокол | Сербія                                   | 9 – 9 | Греція     | Водний центр Марії Ленк, Ріо-де-Жанейро |
| 8 серпня 2016 13:00 | протокол | Рахунок за періодами: 1–2, 0–2, 4–3, 4–2 |       |            | Водний центр Марії Ленк, Ріо-де-Жанейро |
| 8 серпня 2016 13:00 | протокол | Філіпович 2                              | Голів | Фунтуліс 4 | Водний центр Марії Ленк, Ріо-де-Жанейро |

| 8 серпня 2016 19:30 | протокол | Угорщина                                 | 9 – 9 | Австралія  | Водний центр Марії Ленк, Ріо-де-Жанейро |
| 8 серпня 2016 19:30 | протокол | Рахунок за періодами: 4–3, 2–2, 1–3, 2–1 |       |            | Водний центр Марії Ленк, Ріо-де-Жанейро |
| 8 серпня 2016 19:30 | протокол | 3 гравці по 2                            | Голів | Кемпбелл 4 | Водний центр Марії Ленк, Ріо-де-Жанейро |

| 8 серпня 2016 20:50 | протокол | Японія                                   | 8 – 16 | Бразилія | Водний центр Марії Ленк, Ріо-де-Жанейро |
| 8 серпня 2016 20:50 | протокол | Рахунок за періодами: 2–5, 1–3, 4–4, 1–4 |        |          | Водний центр Марії Ленк, Ріо-де-Жанейро |
| 8 серпня 2016 20:50 | протокол | 3 гравці по 2                            | Голів  | Врлич 5  | Водний центр Марії Ленк, Ріо-де-Жанейро |

#### 3 тур
| 10 серпня 2016 09:00 | протокол | Австралія                                | 8 – 6 | Японія         | Водний центр Марії Ленк, Ріо-де-Жанейро |
| 10 серпня 2016 09:00 | протокол | Рахунок за періодами: 1–2, 2–1, 3–2, 2–1 |       |                | Водний центр Марії Ленк, Ріо-де-Жанейро |
| 10 серпня 2016 09:00 | протокол | Каєс 4                                   | Голів | Окава, Такеї 2 | Водний центр Марії Ленк, Ріо-де-Жанейро |

| 10 серпня 2016 10:20 | протокол | Греція                                   | 8 – 8 | Угорщина | Водний центр Марії Ленк, Ріо-де-Жанейро |
| 10 серпня 2016 10:20 | протокол | Рахунок за періодами: 1–2, 1–1, 4–2, 2–3 |       |          | Водний центр Марії Ленк, Ріо-де-Жанейро |
| 10 серпня 2016 10:20 | протокол | Влахопоулос 3                            | Голів | Гараї 3  | Водний центр Марії Ленк, Ріо-де-Жанейро |

| 10 серпня 2016 19:30 | протокол | Бразилія                                 | 6 – 5 | Сербія         | Водний центр Марії Ленк, Ріо-де-Жанейро |
| 10 серпня 2016 19:30 | протокол | Рахунок за періодами: 0–2, 3–1, 2–0, 1–2 |       |                | Водний центр Марії Ленк, Ріо-де-Жанейро |
| 10 серпня 2016 19:30 | протокол | Врлич 2                                  | Голів | 5 гравців по 1 | Водний центр Марії Ленк, Ріо-де-Жанейро |

#### 4 тур
| 12 серпня 2016 19:30 | протокол | Угорщина                                 | 17 – 7 | Японія  | Водний центр Марії Ленк, Ріо-де-Жанейро |
| 12 серпня 2016 19:30 | протокол | Рахунок за періодами: 5–1, 6–2, 2–2, 4–2 |        |         | Водний центр Марії Ленк, Ріо-де-Жанейро |
| 12 серпня 2016 19:30 | протокол | Кіш                                      | Голів  | Такеї 3 | Водний центр Марії Ленк, Ріо-де-Жанейро |

| 12 серпня 2016 20:50 | протокол | Греція                                   | 9 – 4 | Бразилія | Водний центр Марії Ленк, Ріо-де-Жанейро |
| 12 серпня 2016 20:50 | протокол | Рахунок за періодами: 3–1, 1–1, 3–2, 2–0 |       |          | Водний центр Марії Ленк, Ріо-де-Жанейро |
| 12 серпня 2016 20:50 | протокол | 3 гравця по 2                            | Голів | Сільва 2 | Водний центр Марії Ленк, Ріо-де-Жанейро |

| 12 серпня 2016 22:10 | протокол | Сербія                                   | 10 – 8 | Австралія   | Водний центр Марії Ленк, Ріо-де-Жанейро |
| 12 серпня 2016 22:10 | протокол | Рахунок за періодами: 2–2, 2–3, 2–1, 4–2 |        |             | Водний центр Марії Ленк, Ріо-де-Жанейро |
| 12 серпня 2016 22:10 | протокол | 3 гравці по 2                            | Голів  | Коттерілл 2 | Водний центр Марії Ленк, Ріо-де-Жанейро |

#### 5 тур
| 14 серпня 2016 12:50 | протокол | Австралія                                | 12 – 7 | Греція     | Водний центр Марії Ленк, Ріо-де-Жанейро |
| 14 серпня 2016 12:50 | протокол | Рахунок за періодами: 5–3, 5–1, 0–1, 2–2 |        |            | Водний центр Марії Ленк, Ріо-де-Жанейро |
| 14 серпня 2016 12:50 | протокол | Коттерілл, Гоуден 3                      | Голів  | Фунтуліс 3 | Водний центр Марії Ленк, Ріо-де-Жанейро |

| 14 серпня 2016 14:10 | протокол | Сербія                                   | 12 – 8 | Японія  | Водний центр Марії Ленк, Ріо-де-Жанейро |
| 14 серпня 2016 14:10 | протокол | Рахунок за періодами: 2–5, 3–0, 4–2, 3–1 |        |         | Водний центр Марії Ленк, Ріо-де-Жанейро |
| 14 серпня 2016 14:10 | протокол | Філіпович 6                              | Голів  | Такеї 5 | Водний центр Марії Ленк, Ріо-де-Жанейро |

| 14 серпня 2016 20:50 | протокол | Бразилія                                 | 6 – 10 | Угорщина      | Водний центр Марії Ленк, Ріо-де-Жанейро |
| 14 серпня 2016 20:50 | протокол | Рахунок за періодами: 0–3, 1–2, 3–3, 2–2 |        |               | Водний центр Марії Ленк, Ріо-де-Жанейро |
| 14 серпня 2016 20:50 | протокол | Гомес, Перроне 2                         | Голів  | 3 гравці по 2 | Водний центр Марії Ленк, Ріо-де-Жанейро |

### Група Б
| М  | Команда    | І | В | Н | П | МЗ | МП | РМ  | О |
| -- | ---------- | - | - | - | - | -- | -- | --- | - |
| 1. | Іспанія    | 5 | 3 | 1 | 1 | 46 | 35 | +11 | 7 |
| 2. | Хорватія   | 5 | 3 | 0 | 2 | 37 | 37 | 0   | 6 |
| 3. | Італія     | 5 | 3 | 0 | 2 | 40 | 41 | −1  | 6 |
| 4. | Чорногорія | 5 | 2 | 1 | 2 | 36 | 32 | +4  | 5 |
| 5. | США        | 5 | 2 | 0 | 3 | 35 | 35 | 0   | 4 |
| 6. | Франція    | 5 | 1 | 0 | 4 | 28 | 42 | −14 | 2 |

#### 1 тур
| 6 серпня 2016 10:20 | протокол | США                                      | 5 – 7 | Хорватія         | Водний центр Марії Ленк, Ріо-де-Жанейро |
| 6 серпня 2016 10:20 | протокол | Рахунок за періодами: 2-2, 1-1, 1-2, 1-2 |       |                  | Водний центр Марії Ленк, Ріо-де-Жанейро |
| 6 серпня 2016 10:20 | протокол | Азеведо 2                                | Голів | Йокович, Шетка 2 | Водний центр Марії Ленк, Ріо-де-Жанейро |

| 6 серпня 2016 13:00 | протокол | Іспанія                                  | 8 – 9 | Італія               | Водний центр Марії Ленк, Ріо-де-Жанейро |
| 6 серпня 2016 13:00 | протокол | Рахунок за періодами: 3-2, 2-1, 1-2, 2-4 |       |                      | Водний центр Марії Ленк, Ріо-де-Жанейро |
| 6 серпня 2016 13:00 | протокол | Моліна 4                                 | Голів | Фільйолі, Прешутті 3 | Водний центр Марії Ленк, Ріо-де-Жанейро |

| 6 серпня 2016 19:30 | протокол | Франція                                  | 4 – 7 | Чорногорія | Водний центр Марії Ленк, Ріо-де-Жанейро |
| 6 серпня 2016 19:30 | протокол | Рахунок за періодами: 0-2, 0-3, 1-0, 3-2 |       |            | Водний центр Марії Ленк, Ріо-де-Жанейро |
| 6 серпня 2016 19:30 | протокол | 4 гравці по 1                            | Голів | Радович 3  | Водний центр Марії Ленк, Ріо-де-Жанейро |

#### 2 тур
| 8 серпня 2016 09:00 | протокол | Італія                                   | 11 – 8 | Франція       | Водний центр Марії Ленк, Ріо-де-Жанейро |
| 8 серпня 2016 09:00 | протокол | Рахунок за періодами: 4–3, 4–1, 1–2, 2–2 |        |               | Водний центр Марії Ленк, Ріо-де-Жанейро |
| 8 серпня 2016 09:00 | протокол | Айкарді 4                                | Голів  | 3 гравці по 2 | Водний центр Марії Ленк, Ріо-де-Жанейро |

| 8 серпня 2016 10:20 | протокол | США                                      | 9 – 10 | Іспанія   | Водний центр Марії Ленк, Ріо-де-Жанейро |
| 8 серпня 2016 10:20 | протокол | Рахунок за періодами: 2–4, 3–1, 2–3, 2–2 |        |           | Водний центр Марії Ленк, Ріо-де-Жанейро |
| 8 серпня 2016 10:20 | протокол | Бонанні 4                                | Голів  | Еченіке 3 | Водний центр Марії Ленк, Ріо-де-Жанейро |

| 8 серпня 2016 11:40 | протокол | Хорватія                                 | 8 – 7 | Чорногорія    | Водний центр Марії Ленк, Ріо-де-Жанейро |
| 8 серпня 2016 11:40 | протокол | Рахунок за періодами: 2–2, 2–1, 1–2, 3–2 |       |               | Водний центр Марії Ленк, Ріо-де-Жанейро |
| 8 серпня 2016 11:40 | протокол | 3 гравці по 2                            | Голів | 2 гравці по 2 | Водний центр Марії Ленк, Ріо-де-Жанейро |

#### 3 тур
| 10 серпня 2016 11:40 | протокол | Франція                                  | 3 – 6 | США        | Водний центр Марії Ленк, Ріо-де-Жанейро |
| 10 серпня 2016 11:40 | протокол | Рахунок за періодами: 1–1, 0–4, 0–0, 2–1 |       |            | Водний центр Марії Ленк, Ріо-де-Жанейро |
| 10 серпня 2016 11:40 | протокол | 3 гравці по 1                            | Голів | Самуельс 3 | Водний центр Марії Ленк, Ріо-де-Жанейро |

| 10 серпня 2016 13:00 | протокол | Чорногорія                               | 5 – 6 | Італія       | Водний центр Марії Ленк, Ріо-де-Жанейро |
| 10 серпня 2016 13:00 | протокол | Рахунок за періодами: 1–2, 1–1, 0–1, 1–2 |       |              | Водний центр Марії Ленк, Ріо-де-Жанейро |
| 10 серпня 2016 13:00 | протокол | Івович 2                                 | Голів | Ді Фульвіо 3 | Водний центр Марії Ленк, Ріо-де-Жанейро |

| 10 серпня 2016 20:50 | протокол | Іспанія                                  | 9 – 4 | Хорватія      | Водний центр Марії Ленк, Ріо-де-Жанейро |
| 10 серпня 2016 20:50 | протокол | Рахунок за періодами: 2–0, 2–1, 1–2, 4–1 |       |               | Водний центр Марії Ленк, Ріо-де-Жанейро |
| 10 серпня 2016 20:50 | протокол | Еченіке 4                                | Голів | 4 гравці по 1 | Водний центр Марії Ленк, Ріо-де-Жанейро |

#### 4 тур
| 12 серпня 2016 09:00 | протокол | Хорватія                                 | 10 – 7 | Італія  | Водний центр Марії Ленк, Ріо-де-Жанейро |
| 12 серпня 2016 09:00 | протокол | Рахунок за періодами: 1–1, 4–3, 3–2, 2–1 |        |         | Водний центр Марії Ленк, Ріо-де-Жанейро |
| 12 серпня 2016 09:00 | протокол | Сукно 5                                  | Голів  | Галло 2 | Водний центр Марії Ленк, Ріо-де-Жанейро |

| 12 серпня 2016 10:20 | протокол | США                                      | 5 – 8 | Чорногорія | Водний центр Марії Ленк, Ріо-де-Жанейро |
| 12 серпня 2016 10:20 | протокол | Рахунок за періодами: 1–2, 0–0, 2–2, 2–4 |       |            | Водний центр Марії Ленк, Ріо-де-Жанейро |
| 12 серпня 2016 10:20 | протокол | Самуельс 2                               | Голів | Бргульян 2 | Водний центр Марії Ленк, Ріо-де-Жанейро |

| 12 серпня 2016 11:40 | протокол | Іспанія                                  | 10 – 4 | Франція     | Водний центр Марії Ленк, Ріо-де-Жанейро |
| 12 серпня 2016 11:40 | протокол | Рахунок за періодами: 3–1, 3–0, 1–1, 3-2 |        |             | Водний центр Марії Ленк, Ріо-де-Жанейро |
| 12 серпня 2016 11:40 | протокол | Еченіке 3                                | Голів  | Кросіллат 2 | Водний центр Марії Ленк, Ріо-де-Жанейро |

#### 5 тур
| 14 серпня 2016 15:30 | протокол | Чорногорія                               | 9 – 9 | Іспанія  | Водний центр Марії Ленк, Ріо-де-Жанейро |
| 14 серпня 2016 15:30 | протокол | Рахунок за періодами: 2–2, 3–2, 2–4, 2–1 |       |          | Водний центр Марії Ленк, Ріо-де-Жанейро |
| 14 серпня 2016 15:30 | протокол | 3 гравці по 2                            | Голів | Моліна 2 | Водний центр Марії Ленк, Ріо-де-Жанейро |

| 14 серпня 2016 16:50 | протокол | США                                      | 10 – 7 | Італія                 | Водний центр Марії Ленк, Ріо-де-Жанейро |
| 14 серпня 2016 16:50 | протокол | Рахунок за періодами: 2–4, 3–2, 3–1, 2–0 |        |                        | Водний центр Марії Ленк, Ріо-де-Жанейро |
| 14 серпня 2016 16:50 | протокол | 4 гравці по 2                            | Голів  | Ді Фульвіо, Фільйолі 2 | Водний центр Марії Ленк, Ріо-де-Жанейро |

| 14 серпня 2016 19:30 | протокол | Франція                                  | 9 – 8 | Хорватія | Водний центр Марії Ленк, Ріо-де-Жанейро |
| 14 серпня 2016 19:30 | протокол | Рахунок за періодами: 3–2, 3–3, 2–1, 1–2 |       |          | Водний центр Марії Ленк, Ріо-де-Жанейро |
| 14 серпня 2016 19:30 | протокол | Марзукі 3                                | Голів | Сукно 3  | Водний центр Марії Ленк, Ріо-де-Жанейро |

## Плей-оф
|  | Чвертьфінали | Чвертьфінали |            |        | Півфінали   | Півфінали   |  |  | Фінал | Фінал |
|  |              |              |            |        |             |             |  |  |       |       |
|  |              |              |            |        |             |             |  |  |       |       |
|  |              |              |            |        |             |             |  |  |       |       |
|  | Угорщина     | 9 (2)        |            |        |             |             |  |  |       |       |
|  | Угорщина     | 9 (2)        |            |        |             |             |  |  |       |       |
|  | Чорногорія   | 9 (4)        |            |        |             |             |  |  |       |       |
|  | Чорногорія   | 9 (4)        | Чорногорія | 8      |             |             |  |  |       |       |
|  |              |              | Чорногорія | 8      |             |             |  |  |       |       |
|  |              | Хорватія     | 12         |        |             |             |  |  |       |       |
|  | Бразилія     | Хорватія     | 12         | 6      |             |             |  |  |       |       |
|  | Бразилія     |              |            | 6      |             |             |  |  |       |       |
|  | Хорватія     | 10           |            |        |             |             |  |  |       |       |
|  | Хорватія     | 10           | Хорватія   | 7      |             |             |  |  |       |       |
|  |              |              | Хорватія   | 7      |             |             |  |  |       |       |
|  |              | Сербія       | 11         |        |             |             |  |  |       |       |
|  | Греція       | Сербія       | 11         | 5      |             |             |  |  |       |       |
|  | Греція       |              |            | 5      |             |             |  |  |       |       |
|  | Італія       | 9            |            |        |             |             |  |  |       |       |
|  | Італія       | 9            | Італія     | 8      | Третє місце | Третє місце |  |  |       |       |
|  |              |              | Італія     | 8      | Третє місце | Третє місце |  |  |       |       |
|  |              | Сербія       | 10         |        |             |             |  |  |       |       |
|  | Сербія       | Сербія       | 10         | 10     | Чорногорія  | 10          |  |  |       |       |
|  | Сербія       |              |            | 10     | Чорногорія  | 10          |  |  |       |       |
|  | Іспанія      | 7            |            | Італія | 12          |             |  |  |       |       |
|  | Іспанія      | 7            |            |        | 12          |             |  |  |       |       |
|  |              |              |            |        |             |             |  |  |       |       |
|  |              |              |            |        |             |             |  |  |       |       |

### Чвертьфінали
| 16 серпня 2016 11:00 | протокол | Угорщина                                         | 9 – 9 | Чорногорія | Водний центр Марії Ленк, Ріо-де-Жанейро |
| 16 серпня 2016 11:00 | протокол | Рахунок за періодами: 1–2, 2–3, 3–3, 3–1 ДЧ: 2–4 |       |            | Водний центр Марії Ленк, Ріо-де-Жанейро |
| 16 серпня 2016 11:00 | протокол | Балаж, Вамош 3                                   | Голів | Івович 3   | Водний центр Марії Ленк, Ріо-де-Жанейро |

| 16 серпня 2016 12:20 | протокол | Сербія                                   | 10 – 7 | Іспанія  | Водний центр Марії Ленк, Ріо-де-Жанейро |
| 16 серпня 2016 12:20 | протокол | Рахунок за періодами: 3–1, 4–2, 0–2, 3–2 |        |          | Водний центр Марії Ленк, Ріо-де-Жанейро |
| 16 серпня 2016 12:20 | протокол | Мандич 4                                 | Голів  | Моліна 3 | Водний центр Марії Ленк, Ріо-де-Жанейро |

| 16 серпня 2016 15:10 | протокол | Бразилія                                 | 6 – 10 | Хорватія          | Водний центр Марії Ленк, Ріо-де-Жанейро |
| 16 серпня 2016 15:10 | протокол | Рахунок за періодами: 2–3, 1–4, 3–1, 0–2 |        |                   | Водний центр Марії Ленк, Ріо-де-Жанейро |
| 16 серпня 2016 15:10 | протокол | Гомес 3                                  | Голів  | Гарсія, Йокович 3 | Водний центр Марії Ленк, Ріо-де-Жанейро |

| 16 серпня 2016 16:30 | протокол | Греція                                   | 5 – 9 | Італія     | Водний центр Марії Ленк, Ріо-де-Жанейро |
| 16 серпня 2016 16:30 | протокол | Рахунок за періодами: 0–2, 2–2, 1–2, 2–3 |       |            | Водний центр Марії Ленк, Ріо-де-Жанейро |
| 16 серпня 2016 16:30 | протокол | Фунтуліс, Мурікіс 2                      | Голів | Фільйолі 3 | Водний центр Марії Ленк, Ріо-де-Жанейро |

### Класифікаційний раунд

#### Матчі за 5-8 місця
| 18 серпня 2016 11:00 | протокол | Угорщина                                 | 13 – 4 | Бразилія | Водний центр Марії Ленк, Ріо-де-Жанейро |
| 18 серпня 2016 11:00 | протокол | Рахунок за періодами: 4–1, 3–0, 4–3, 2–0 |        |          | Водний центр Марії Ленк, Ріо-де-Жанейро |
| 18 серпня 2016 11:00 | протокол | Балаж 4                                  | Голів  | Баше 2   | Водний центр Марії Ленк, Ріо-де-Жанейро |

| 18 серпня 2016 15:10 | протокол | Греція                                   | 9 – 7 | Іспанія  | Водний центр Марії Ленк, Ріо-де-Жанейро |
| 18 серпня 2016 15:10 | протокол | Рахунок за періодами: 1–0, 2–1, 4–3, 2–3 |       |          | Водний центр Марії Ленк, Ріо-де-Жанейро |
| 18 серпня 2016 15:10 | протокол | Афрудакіс, Мурікіс 2                     | Голів | Моліна 4 | Водний центр Марії Ленк, Ріо-де-Жанейро |

#### Матч за 7-8 місця
| 20 серпня 2016 11:40 | протокол | Бразилія                                 | 8 – 9 | Іспанія       | Водний центр Марії Ленк, Ріо-де-Жанейро |
| 20 серпня 2016 11:40 | протокол | Рахунок за періодами: 1–3, 2–1, 1–2, 4–3 |       |               | Водний центр Марії Ленк, Ріо-де-Жанейро |
| 20 серпня 2016 11:40 | протокол | 3 гравці по 2                            | Голів | 3 гравці по 2 | Водний центр Марії Ленк, Ріо-де-Жанейро |

#### Матч за 5-6 місця
| 20 серпня 2016 16:30 | протокол | Угорщина                                 | 12 – 10 | Греція        | Водний центр Марії Ленк, Ріо-де-Жанейро |
| 20 серпня 2016 16:30 | протокол | Рахунок за періодами: 2–1, 4–4, 3–3, 3–2 |         |               | Водний центр Марії Ленк, Ріо-де-Жанейро |
| 20 серпня 2016 16:30 | протокол | Кіш, Заланкі 3                           | Голів   | 4 гравці по 2 | Водний центр Марії Ленк, Ріо-де-Жанейро |

### Медальний раунд

#### Півфінали
| 18 серпня 2016 12:20 | протокол | Чорногорія                               | 8 – 12 | Хорватія | Водний центр Марії Ленк, Ріо-де-Жанейро |
| 18 серпня 2016 12:20 | протокол | Рахунок за періодами: 3–4, 2–3, 1–1, 2–4 |        |          | Водний центр Марії Ленк, Ріо-де-Жанейро |
| 18 серпня 2016 12:20 | протокол | Бргульян, Івович 3                       | Голів  | Бушлє 4  | Водний центр Марії Ленк, Ріо-де-Жанейро |

| 18 серпня 2016 16:30 | протокол | Італія                                   | 8 – 10 | Сербія        | Водний центр Марії Ленк, Ріо-де-Жанейро |
| 18 серпня 2016 16:30 | протокол | Рахунок за періодами: 0–3, 2–3, 0–1, 6–3 |        |               | Водний центр Марії Ленк, Ріо-де-Жанейро |
| 18 серпня 2016 16:30 | протокол | 3 гравці по 2                            | Голів  | 3 гравці по 2 | Водний центр Марії Ленк, Ріо-де-Жанейро |

#### Матч за 3-є місце
| 20 серпня 2016 13:00 | протокол | Чорногорія                               | 10 – 12 | Італія     | Водний центр Марії Ленк, Ріо-де-Жанейро |
| 20 серпня 2016 13:00 | протокол | Рахунок за періодами: 1–2, 3–3, 2–4, 4–3 |         |            | Водний центр Марії Ленк, Ріо-де-Жанейро |
| 20 серпня 2016 13:00 | протокол | Янович 3                                 | Голів   | Прешутті 4 | Водний центр Марії Ленк, Ріо-де-Жанейро |

#### Фінал
| 20 серпня 2016 17:50 | протокол | Хорватія                                 | 7 – 11 | Сербія   | Водний центр Марії Ленк, Ріо-де-Жанейро |
| 20 серпня 2016 17:50 | протокол | Рахунок за періодами: 2–3, 1–3, 2–3, 2–2 |        |          | Водний центр Марії Ленк, Ріо-де-Жанейро |
| 20 серпня 2016 17:50 | протокол | Сукно 3                                  | Голів  | Мандич 4 | Водний центр Марії Ленк, Ріо-де-Жанейро |

## Підсумкова таблиця
| М  | Команда    |
| -- | ---------- |
| 1  | Сербія     |
| 2  | Хорватія   |
| 3  | Італія     |
| 4  | Чорногорія |
| 5  | Угорщина   |
| 6  | Греція     |
| 7  | Іспанія    |
| 8  | Бразилія   |
| 9  | Австралія  |
| 10 | США        |
| 11 | Франція    |
| 12 | Японія     |